# Postkodmiljonären
Postkodmiljonären är ett kombinerat frågesport- och lotteriprogram i TV4. Programmet debuterade den 26 augusti 2005, och programledare är Rickard Sjöberg. Tidigare gick programmet under namnet Vem vill bli miljonär? med Bengt Magnusson som programledare. Programmet var då inte knutet till Svenska Postkodlotteriet, och hade dessutom en större maxvinst än Postkodmiljonärens 1 miljon kronor. 14 personer har lyckats svara rätt på den sista frågan och därmed kammat hem maxvinsten på en miljon kronor. Ett par har också svarat rätt på miljonfrågan.

## Programidé
Programidén bygger på att en person som ringt in till programmet och fått en plats i programmet får ta plats i den så kallade heta stolen. Denne väljs ut genom telefonsamtal med produktionen. För att sitta i heta stolen måste man ha fyllt 18 år. Tidigare har ett antal kandidater fått komma till studion och utföra en utslagsfråga, vilken gick ut på att på snabbast möjliga tid rangordna fyra alternativ enligt en viss egenskap. Den som snabbast lyckades rangordna alternativen rätt fick ta plats i heta stolen, där själva frågesporten äger rum.
Deltagarens uppgift är sedan att svara på en rad frågor med fyra olika svarsalternativ. Genom att svara rätt på en fråga kommer deltagaren vidare till nästa. Frågorna blir successivt svårare och är förknippade med en vinstsumma som ökar i takt med frågornas svårighetsgrad. Om deltagaren inte kan svaret på en fråga kan denne välja att utnyttja en så kallad livlina. Beroende på spelomgång finns antingen tre eller fyra livlinor att välja mellan:
- 50:50 - Två av de felaktiga svarsalternativen väljs slumpmässigt bort.
- Fråga stjärnorna - en panel som består av tre kända svenska personer som vardera får ge sitt svar på frågan. Jan Gradvall har per november 2024 varit med i samtliga konstellationer. De två övriga har bestått av Titti Schultz, Hanna Dorsin, Marika Carlsson, Shanthi Rydwall Menon, Kennet Andersson, Thomas Ravelli, Loui Sand, Jonas von Essen, Amie Bramme Sey och Fritte Fritzson.
- Ring en vän - Deltagaren får ringa en vän och tala med denne i 30 sekunder.
- Byta fråga - Deltagaren får byta frågan till en ny för samma prisnivå, och passa på att gissa svaret till den ursprungliga frågan utan att detta påverkar spelets gång. Denna livlina skiljer sig från de övriga genom att vara ett tillval, som kan väljas till priset av den högsta säkerhetsnivån (100 000 kr). Denna livlina fanns inte från starten av Postkodmiljonären.

Tidigare fanns Fråga publiken - Studiopubliken fick svara på frågan med hjälp av mentometerknappar, varefter svarsstatistiken dyker upp på deltagarens datorskärm. Den här livlinan ersattes av Fråga stjärnorna på grund av covid-epidemin i Sverige.
Utmanaren väljer före spelomgångens start huruvida denne ska ha den fjärde livlinan (byta fråga) eller inte. Om utmanaren väljer att ha med denna livlina utgår 100 000 kr som säkerhetsnivå och kvarstår som en vanlig nivå.
Det är möjligt att utnyttja flera livlinor på en fråga, men varje enskild livlina kan bara utnyttjas en gång. I seriens femhundrade avsnitt kom det en till livlina, miljonärerna, som lät de tidigare fyra miljonärerna hjälpa till med en fråga. Man lade även till en sextonde fråga värd 5 miljoner kronor.

### Vinstbelopp
De femton frågorna är värda följande belopp:
1. 1000 kr
2. 2000 kr
3. 3000 kr
4. 5000 kr
5. 10 000 kr
6. 20 000 kr
7. 30 000 kr
8. 50 000 kr
9. 75 000 kr
10. 100 000 kr*
11. 150 000 kr
12. 225 000 kr
13. 350 000 kr
14. 500 000 kr
15. 1 000 000 kr

Not (*): 100 000 kr är bara en säkerhetsnivå om deltagaren väljer bort den fjärde livlinan inför sin spelomgång.
De fetmarkerade beloppen utgör de så kallade säkerhetsnivåerna. Skulle deltagaren svara fel på en fråga faller vinstbeloppet till den senast avklarade säkerhetsnivån, vilket innebär att ett felaktigt svar före den första säkerhetsnivån inte ger någon vinst alls. Det är inget tvång att svara på en ställd fråga, utan deltagaren kan när som helst välja att avsluta spelet och gå hem med vinstsumman från den senast besvarade frågan. 100 000 kr är bara en säkerhetsnivå om deltagaren väljer bort den fjärde livlinan.
Programmet sänds på fredag- och lördagkvällar mellan klockan 19.30 och 20.00. I programmet delas också ut pengar till vinnare i Postkodlotteriet. Alla med lott i det vinnande postnumret får pengar.
Ibland får par av svenska kändisar inta heta stolen och tävla tillsammans. De vunna pengarna går då till någon av paret utvald välgörenhet. Ibland får en grupp 4–5 personer en och en sitta i heta stolen och svara på frågorna med tidsbegränsning; om någon inte kan svaret på frågan får denne byta plats med nästa person i gruppen som får inta heta stolen och måste besvara frågan. Ibland ersätts frågesporten av en grannyra där produktionen åker till en stad och levererar postkodlotterivinstsummor till individer i den staden, på en scen med mycket publik.

## Svenska Postkodlotteriet
Programmet hänger ihop med Svenska Postkodlotteriet, och varje vecka delas lotteriets "veckovinst" ut i programmet. Överskottet från Postkodlotteriet går till välgörenhet. Lotterikonceptet drivs på licens från holländska moderbolaget Novamedia. Bland Postkodlotteriets förmånstagare finns Rädda Barnen, Barncancerfonden, BRIS, Alzheimersfonden, Sjöräddningssällskapet och Världsnaturfonden.